# Prepona scyrus
Prepona scyrus är en fjärilsart som beskrevs av Hans Fruhstorfer 1916. Prepona scyrus ingår i släktet Prepona och familjen praktfjärilar. Inga underarter finns listade i Catalogue of Life.